# Helena Šedová

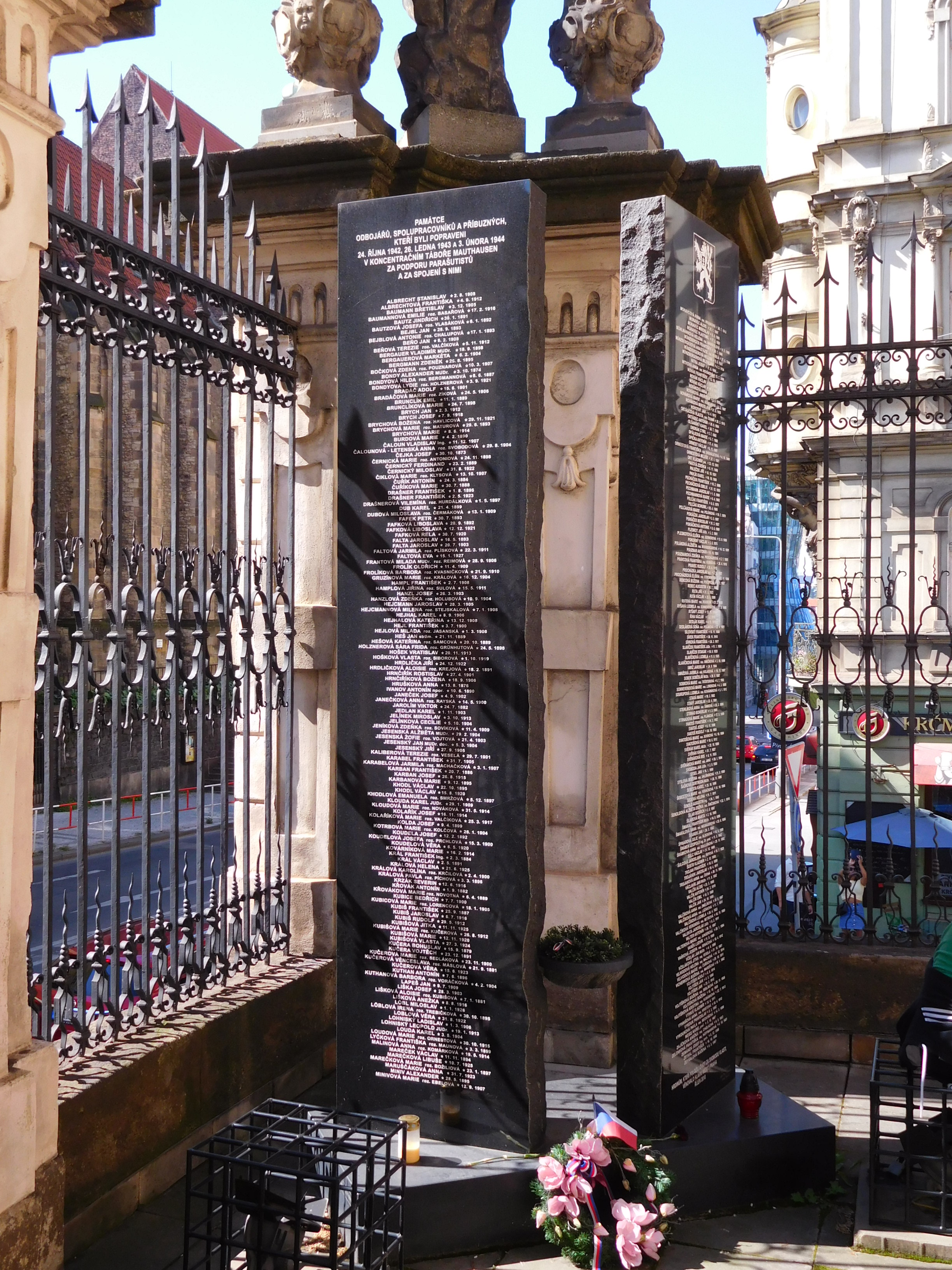
Pomník odbojářům popraveným a umučeným v souvislostí s operací Anthropoid (Resslova ulice)

Helena Šedová, rozená Burdová, (30. července 1911 Skočov, jižní Polsko – 26. ledna 1943 koncentrační tábor Mauthausen) byla za protektorátu účastnice domácího protiněmeckého sokolského odboje. Její manžel Alois Šeda působil od listopadu 1939 mimo protektorát v řadách československého vojenského zahraničního odboje.

## Život

### Rodinné poměry
Helena Šedová se narodila jako Helena Burdová 30. července 1911 ve Skočově v jižním Polsku. Její matkou byla Marie Burdová (* 4. února 1890 – 26. ledna 1943 koncentrační tábor Mauthausen). Jejím manželem byl důstojník československé armády, za německé okupace Čech, Moravy a Slezska příslušník československé armády v zahraničí a poválečný protikomunistický odbojář – generál Alois Šeda (* 15. ledna 1908 Kobylnice u Brna – 5. července 1999 Kalifornie, USA). Ještě před odchodem plukovníka generálního štábu Aloise Šedy do zahraničí bydleli manželé Šedovi v pražském bytě na adrese Jahodová (německy se ulice jmenovala Erdbeerweg) 2193/18; 106 00 Praha 10 – Záběhlice.

### Odbojová činnost
Po nastolení Protektorátu Čechy a Morava (po 15. březnu 1939) začala Helena Šedová spolupracovat s domácím protiněmeckým odbojem. (Její manžel Alois Šeda emigroval v listopadu 1939 z protektorátu a přihlásil se v Bělehradě do řad příslušníků československé zahraniční armády.) V roce 1942 poskytla Helena svůj byt coby ilegální úkryt představiteli sokolské odbojové skupiny Jindra profesoru Ladislavu Vaňkovi, pro něhož vykonávala funkci spojky.

### Prozrazení a zatčení
Příslušník (a zakladatel) sokolské organizace Jindra profesor Ladislav Vaněk byl podruhé zatčen gestapem během tzv. druhé heydrichiády (po atentátu na Reinharda Heydricha) v Praze dne 4. září 1942. Vaněk po svém zatčení vyšetřovatelům během tvrdých výslechů obsáhle vypovídal o odbojových strukturách.
Zatímco si Ladislav Vaněk kolaborací s Němci zachránil život, na základě jeho výpovědí při výsleších gestapa došlo k zatčení dalších odbojářů působících v sokolské odbojové organizaci Jindra. Zatčen byl nejen vedoucí sokolské odbojové organizace Jindra na Moravě Štěpán Drásal, ale i odbojářky, které fungovaly v Jindře jako spojky či Ladislavu Vaňkovi poskytly ilegální ubytování: Alžběta Šenoldová (1910–1943), Helena Šedová, její matka Marie Burdová a Cecilie Jelínková (1904–1943).
Ubytovatelky odbojářů a podporovatelky Ladislava Vaňka – Marie Burdová a její dcera Helena Šedová – byly na základě Vaňkovy výpovědi zatčeny gestapem v Praze 4. října 1942.

### Výslechy, věznění, ...
Nejprve byla Helena Šedová vězněna v policejní vazbě v Praze a poté byla odeslána do vazební věznice pražského gestapa v Malé pevnosti Terezín. Dne 8. ledna 1943 byla stanným soudem v Praze v nepřítomnosti odsouzena k trestu smrti. Následně byla 15. ledna 1943 poslána s transportem čítajícím 31 osob do koncentračního tábora Mauthausen. V koncentračním táboře Mauthausen byla umístěna v cele tzv. „bunkru“, kde čekala na popravu, která byla vykonána 26. ledna 1943. Ten den bylo v 16:15 zavražděno 15 žen v plynové komoře. (Heleně Šedové bylo 31 let). Muži (v počtu 16) byli zavražděni v odstřelovacím koutě mauthauzenského bunkru ranou z malorážní pistole do týla.

## Dovětek
Alois Šeda se o osudu své ženy Heleny Šedové a tchyně Marie Burdové dozvěděl po skončení druhé světové války v květnu 1945. Jeho pozornosti neunikl ani fakt, že byly obě popraveny za ukrývání profesora Ladislava Vaňka, toho odbojáře, který se v Praze za protektorátu dokonce za něj (tedy za Aloise Šedu) nějaký čas vydával.

## Připomínka
Její jméno (Šedová Helena *31. 7. 1911) je uvedeno na pomníku při pravoslavném chrámu svatého Cyrila a Metoděje (adresa: Praha 2, Resslova 9a). Pomník byl odhalen 26. ledna 2011 a je součástí Národního památníku obětí heydrichiády.

## Galerie

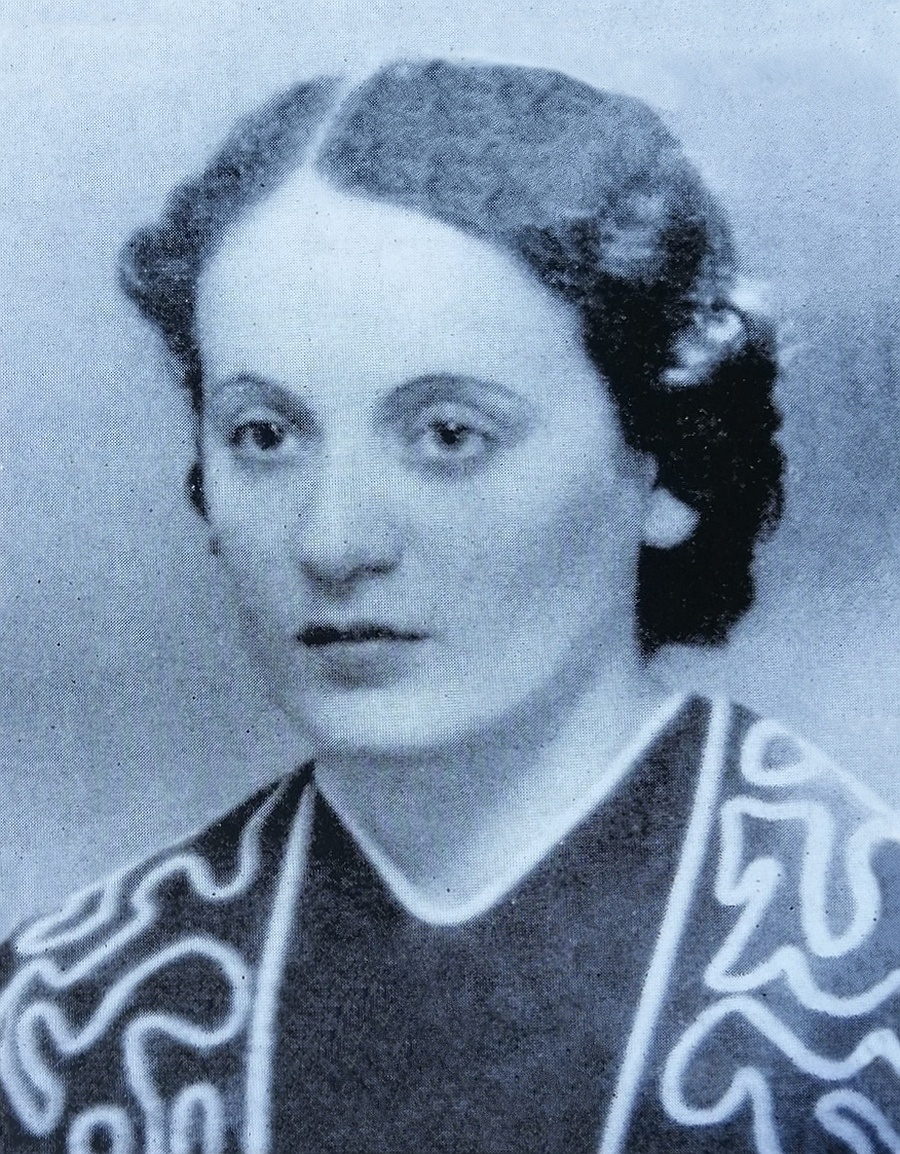
Alžběta Šenoldová
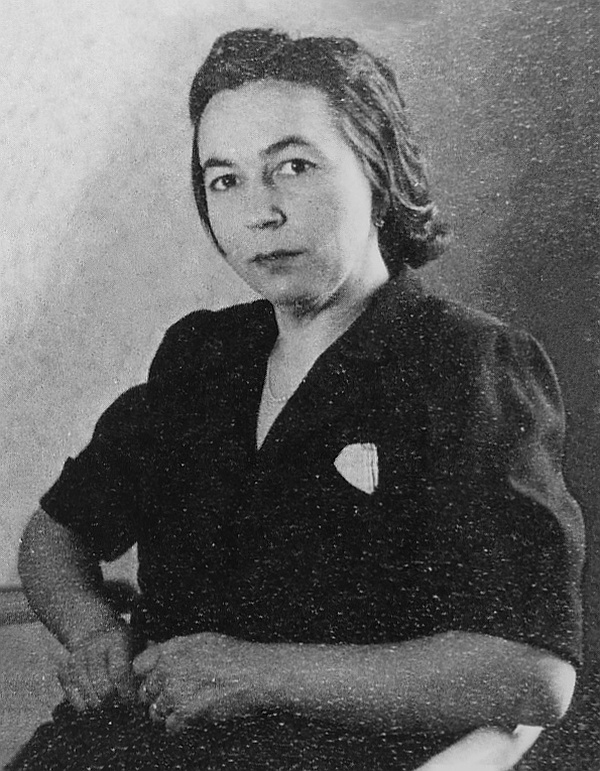
Cecilie Jelínková
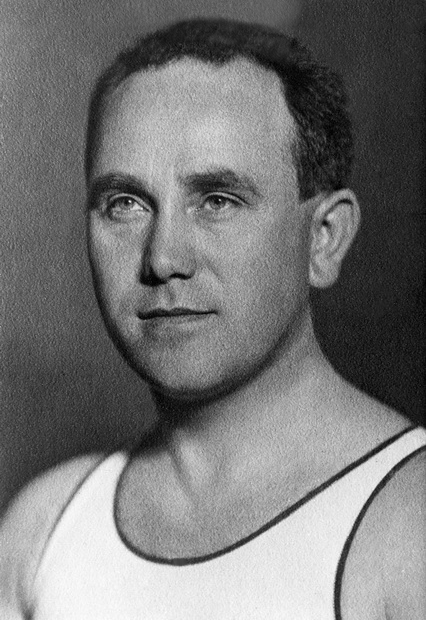
Ladislav Vaněk
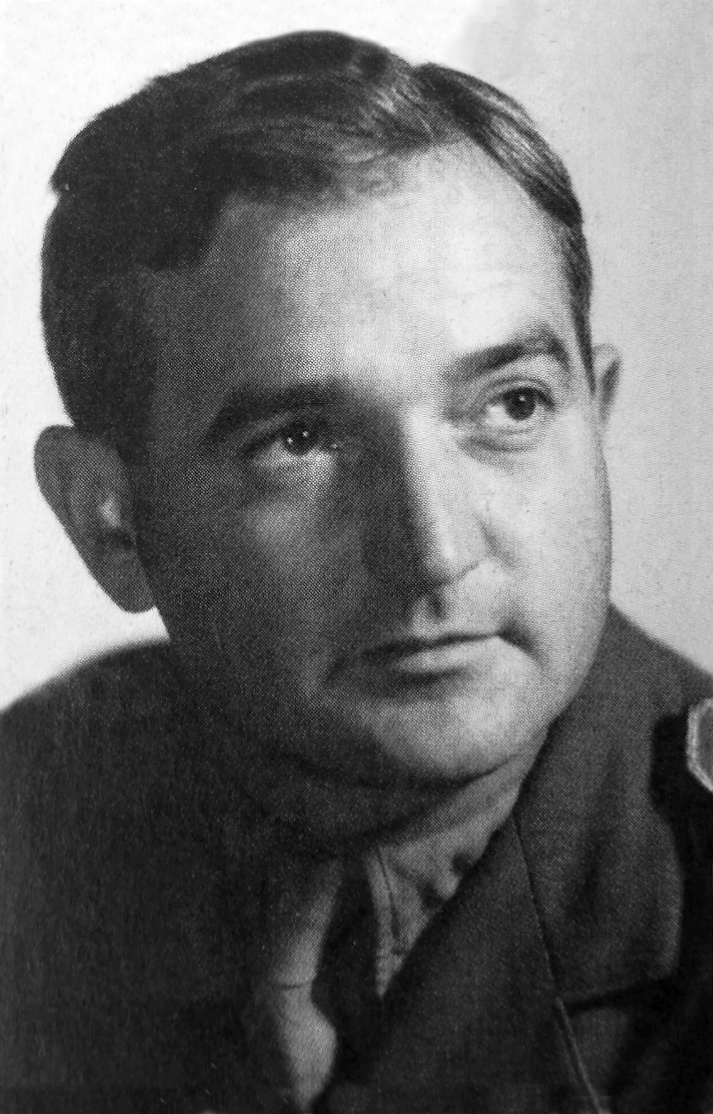
Její manžel Alois Šeda